# La pregària de Txornòbil

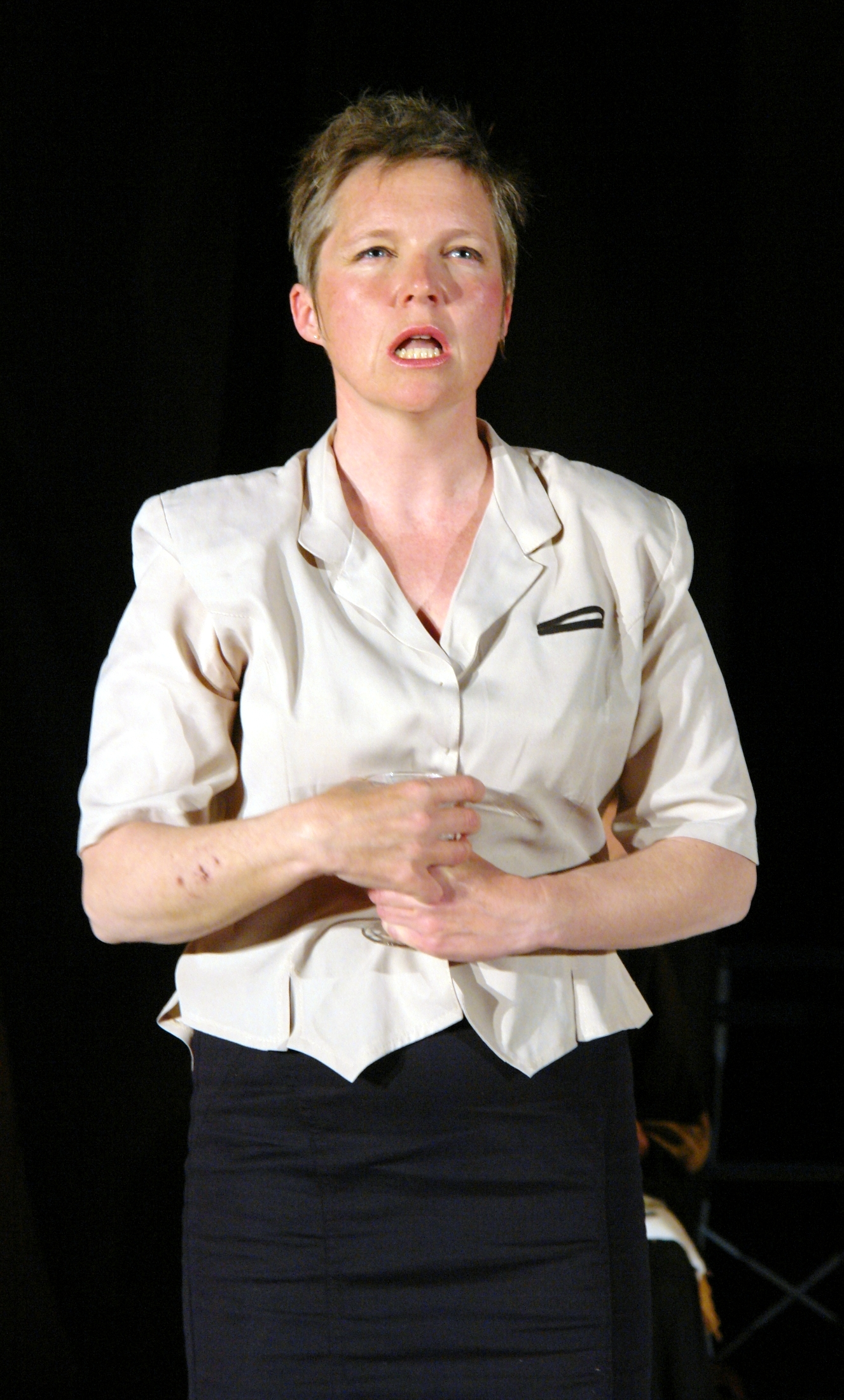
Obra de teatre de S. Spencer Smith basada en la novel·la.

La pregària de Txornòbil és un llibre d'Svetlana Aleksiévitx publicat el 1997 en rus. Aleksiévitx era una periodista establerta a Minsk en el moment de l'accident de Txornòbil. Va entrevistar més de 500 testimonis, entre els quals bombers, liquidadors (membres de l'equip de neteja), polítics, metges, físics i ciutadans del carrer en un període de deu anys. El llibre relata la tragèdia psicològica i personal de l'accident i explora les experiències de les persones i com el desastre va afectar les seves vides. El 2005 va rebre el Premi del Cercle de Crítics Nacional del Llibre de no-ficció. El 2016 es va publicar la traducció en català per Marta Rebón amb Raig Verd.
L'estil barreja l'oralitat pròpia de les entrevistes (les veus són les dels protagonistes) amb interpolacions de l'autora, que actua com a narradora al pròleg i al final del llibre. Hi ha capítols on la veu és única i d'altres, plural. En aquests darrers es considera que els informants actuen com un "cor", seguint les convencions de la tragèdia grega, on el cor sovint encarnava el poble o la veu moral. La progressió dels capítols manté un ordre temàtic, de manera que cada testimoni aporta un nou punt de vista.